# Ajax Porto Pinheiro
Ajax Porto Pinheiro GOMM (Bragança, 26 de abril de 1956) é General de Divisão da reserva do Exército Brasileiro, que atuou como o último Force Commander da Missão de Estabilização de Paz das Nações Unidas no Haiti - MINUSTAH.

## Carreira militar
Ingressou nas fileiras do Exército 4 de março de 1974, na Escola Preparatória de Cadetes do Exército e foi declarado Aspirante a Oficial de Infantaria em 15 de dezembro de 1980, pela Academia Militar das Agulhas Negras.
Foi promovido a General de Brigada em 31 de março de 2010, sendo designado Comandante da 15.ª Brigada de Infantaria Mecanizada, onde ficou até 2012. Depois, comandou a Escola de Aperfeiçoamento de Oficiais, entre 18 de abril de 2012 e 9 de agosto de 2013.
Promovido a General de Divisão em 31 de março de 2014, foi diretor de Educação Superior Militar e vice-chefe do Departamento-Geral do Pessoal do Exército Brasileiro. Originalmente admitido à Ordem do Mérito Militar em 2003 no grau de Cavaleiro ordinário, foi promovido a Oficial em 2006, Comendador em 2010 e Grande-Oficial em 2014.

## Nomeação
O secretário-geral das Nações Unidas, Ban Ki-moon, anunciou o general brasileiro Ajax Porto Pinheiro como comandante das tropas da Missão de Estabilização da ONU no Haiti (MINUSTAH).
Na ONU, o general Ajax comandou o batalhão militar do contingente brasileiro da MINUSTAH e serviu como observador militar da Missão de Observação das Nações Unidas em El Salvador em 1992 e no Grupo de Observação das Nações Unidas na América Central em 1991.
O general Ajax também possui mestrado em administração de empresas da Fundação Getúlio Vargas no Rio de Janeiro. Ele nasceu em 1956 e tem três filhos.
A MINUSTAH terminou em 15 de outubro de 2017, conforme entrevista concedida pelo General Ajax à Folha de S.Paulo.

## Vida na reserva
O general Ajax foi convidado para o cargo de Assessor Especial do Presidente do Supremo Tribunal Federal, cargo este que é responsável pelo assessoramento do Presidente do Judiciário em assuntos relacionados à segurança pública, dentre outros.

## Vida Pessoal
O general Ajax é casado com Fernanda Gama e pai de 3 filhos.